# Federiko Benković
Federiko Benković (Dalmacija, 1667. – Gorica, 8. lipnja 1753.), talijanski i hrvatski barokni slikar i grafičar posljednji u nizu naših slavnih Schiavona. Oko njegova imena, prezimena kao i mjesta rođenja postoje brojne nepoznanice. Neki ga navode i zovu Federico Bencovich ili Federico Bencovic, ali po nekima je njegovo ime Federigo, Federighetto, Ferighetto a prezime; Dalmatino, Schiavon.
Ono što je potpuno sigurno je to da je bio s istočne strane Jadrana.
Njegovo rodno mjesto je nepoznanica, po nekim izvorima to bi mogao biti Omiš, pa Šibenik, ali i otok Brač, po nekim indicijama Dubrovnik, Venecija ili Verona?.

## Život i djelo
Federico Bencovich, kako se sam potpisivao, pripadao je bračkoj i hvarskoj plemićkoj obitelji, ali mjesto njegova rođenja nije utvrđeno. Slikarstvo je najprije učio u jednoj od brojnih venecijanskih slikarskih botega, a to mu je omogućio njegov rođak Gaetano Benković - Orsino, bečki dvorski pjevač.
Od 1695. uči u Bologni kod slikara Carla Cignania. Kao učenik mu pomaže kod oslikavanja freski na kupoli katedrale u Forlìu. 
Prvi njegov samostalni rad je slika iz 1705. Junona na oblacima, za salon u Palazzo Orselli Foschi u Forlìju. Nakon toga znamo da je radio u botegi Giuseppea Maria Crespia, ovdje se zbližio sa slikarom Piazzettom, koji je svježinom kolorističke materije, novom interpretacijom svjetla i realističkim pojedinostima snažno djelovao na Benkovića. Potom se 1710. god. vraća u Veneciju gdje postaje prijateljem, učiteljem i suradnikom slikarice nježnih pastelnih portreta venecijanskog rokokoa, Rosalbe Carriere. 
Međutim u Veneciji nema mjesta za njega, svađa se s Piazzettom (koji mu je izgleda bio izravni konkurent) i G. B. Tiepolom, tako da niti ima posla niti prijatelja među kolegama. 
Zato se upućuje u Beč i austrijske zemlje. Tamo je bolje primljen i 1715. god. postaje dvorskim slikarom princa Franza Lothara von Schönborna biskupa iz Bamberga, za koga je sljedeće godine naslikao četiri velika ulja na platnu koja su trebala dopuniti njegovu galeriju u dvorcu u Pommersfeldenu: Apolon i Marsija (ovo djelo je nestalo), Hagara i Ismael u pustinji, Žrtva Ifigenijina i Abraham žrtvuje Izaka (potonja se vjerojatno može poistovjetiti sa slikom u Strossmayerovoj galeriji starih majstora u Zagrebu, a možda je njezina potonja inačica, zbog naglašena utjecaja G. B. Piazzette). Izvornost tih ponajboljih Benkovićevih slika očituje se u produhovljenim fizionomijama i izduženim likovima, u snažnim kontrastima svjetla i sjene, dramatičnosti pokreta, dijagonalno postavljenim likovima i u karakterističnoj skali boja u kojoj prevladavaju ljubičasti, modri, žućkasti, smeđi i rumeni tonovi. Slikanjem širokim i grubim (često nedovršenim) potezima kistom, kod oslikavanja pozadina i manje važnih detalja slike, uz njegovu vještu paletu tamnih i svijetlih tonova, njegova djela dobivala su dodatnu dramatičnost.
Nakon toga slika u Beču, pa potom u Veroni, a 1724. boravio je i u Milanu. God. 1726. napravio je jedno od svojih najljepših djela Blaženi Petar Gambacorti, za venecijansku crkvu Sv. Sebastijana. U Veneciji tog vremena Benković nije imao narudžbi, pa ga opet zatičemo u Beču 1730. god. gdje ga više cijene i ima posla. 
God. 1733. imenovan je dvorskim slikarom Friedricha Carla von Schönborna, biskupa Bamberga i Würzburga. Za dvorsku crkvu u Würzburgu naslikao je slike Arkanđeo Mihael i Bezgrešno začeće (ova djela su nažalost izgubljena). Za Dvorsku rezidenciju u Würzburgu 1735. god. naslikao je četiri velika platna: Mojsija i Aron pred Faraonom, Žrtva Jeftina, Salomonov sud (izgubljena) i Jakob i Rahela (izgubljena). Iz Würzburga ga je izgurao konkurent Tiepolo.
Između 1735. i 1740. god. radi i po Italiji, o tome nam svjedoči njegova oltarna pala Polaganje u grob u župnoj crkvi u Borgo San Giacomo. Izgubivši svoje kontakte po Beču i marginaliziran od strane konkurencije, ali i naručitelja, proveo je svoje posljednje dane u rezidenciji grofa Attemsa u Gorici. Tu nastaju njegova posljednja djela: Bogorodica sa svecima (Graz, zbirka Attems), Bogorodica sa redovnicima (Milano, Museo del Castello), Oslobođenje Petrovo (Graz, zbirka Attems).
Nakon smrti, Benković je pao u potpunu anonimnost, zbog tog su mnoga njegova djela pripisivana drugim umjetnicima; Piazzetta, Cignani i drugim sjevernotalijanskim slikarima. Tek u je 20. st. njegov osebujan slikarski izričaj ponovno prepoznat i cijenjen. Talijanski kritičar Roberto Longhi, inspiriran zapisima s početka devetnaestog stoljeća opata Luigija Lanzija, autora povijesne „Povijesti talijanskog slikarstva”, o našem slikaru piše: „Ovaj Federigo, kojeg čvrsto držim za jednog od najvećih genijalaca 18. stoljeća u Veneciji, prepoznaje se po vrlo oštrim i brzim sjenama, kojima suprotstavlja što više svjetla iste snage, u istom prostoru; dok su mu boje svedene na vrlo malo, osim neke plave i tamnocrvene, što rezultira kromatskom mrljom.”.
Danas se zbog snažna kolorizma i znalačke uporabe boje, mistična ugođaja i produhovljenosti te dramatske osvijetljenosti smatra umjetnikom izrazite izvornosti u slikarstvu talijanskoga settecenta (18. st.). Benković, tvorac dramatičnog, izmučenog i ponekad bizarnog stila, ostaje među najvećim predstavnicima slikarstva 18. stoljeća u sjevernoj Italiji i srednjoj Europi, te je zaslužan što je svojim bečkim djelima dao snažan impuls za početak austrijskog i bavarskog rokoko slikarstva, koje predstavljaju prije svega Paul Troger i Franz Anton Maulbertsch.

## Kronološki popis djela
- Feltre, župna crkva, Bijeg u Egipat, oko 1709.
- Bergantino, župna crkva, oltarna pala Gospa od karmela među svecima, oko 1710., često pripisivana i G. C. Crespiu
- Senonches, Francuska, župna crkva, Raspeće Sv. Andrije i Sveci, oko 1710-16
- Zagreb, Galerija Strossmayer, Abraham žrtvuje Izaka, oko 1715. – 1720.
- Pommersfelden, Dvorac Weißenstein, Hagara i Ismail u pustinji; Žrtvovanje Ifigenije, oko 1715.
- Madone, Bergamo, župna crkva, Hagara u pustinji; Žrtvovanje Isaka, oko 1718.
- Venecija, Museo Correr, Bijeg u Egipat, crtež, oko 1720.
- Crema, crkva Sv. Trojstva: Ekstaza Sv. Franje Paulskog, 1724.
- München, Pinacoteca, Herkul i Onfale, oko 1725.
- Stuttgart, Staats-Galerie, Poklonstvo kraljeva, oko 1725.
- Venecija,  oltarna pala u crkvi Sv. Sebastijana: Blaženi Petar Gambacorta, oko 1726.
- Bologna, Pinacoteca Nazionale, Blaženi Petar Gambacorta, bakrorez, oko 1728.
- Berlin, Staatliche Museen, Bogorodica i sveci, 1730. – 1735.
- Venecija, Gallerie dell’Accademia, Autoportret, oko 1735.
- Borgo San Giacomo, Verolanuova, Brescia, crkva del Castello: Polaganje u grob, oko 1735.
- Sibinj, Rumunjska, Muzej Brukenthal, Sv Petar liječi oboljelog; Sokratova dilema, ulja, oko 1740.
- Beč, Albertina: Bijeg u Egipat, Odmor na bijegu u Egipat', oko 1745.; crteži: ; Ekstaza Sv. Franje Asiškog; Smrt Sv. Benedikta
- Omiš, Sv. Franjo Paulski

## Zanimljivosti
Abraham žrtvuje Izaka, je monumentalna slika koju je Benković radio za dvorac Pommersfelden u Njemačkoj, a danas se nalazi u Strossmayerovoj Galeriji u Zagrebu. Čudesan je put prošla ova slika, došla preko Francuske (iz dvorca je odnesena kao dio ratnoga plijena Napoleonovih vojnika) i Engleske (kupljena je u aukcijskoj kući Sotheby), zahvaljujući Društvu prijatelja Strossmayerove galerije, koje ju je godine 1936. kupilo i napokon smjestilo u Zagreb. Sve do tog vremena, ova slika je pripisivana venecijanskom slikaru Piazzetti.